# Sojuz TMA-07M
Sojuz TMA-07M (ryska: Союз ТMA-07M) var en flygning i det ryska rymdprogrammet. Flygningen transporterade Roman Romanenko, Chris Hadfield och Thomas Marshburn till och från Internationella rymdstationen ISS.
Farkosten sköts upp från Kosmodromen i Bajkonur, den 19 december 2012, med en Sojuz-FG-raket. Farkosten dockade med rymdstationen den 21 december 2012.
Den 13 maj 2013 lämnade man ISS. Några timmar senare återinträdde farkosten i jordens atmosfär och landade i Kazakstan.
I och med att farkosten lämnade rymdstationen var Expedition 35 avslutad.